# Comtat de Hyde (Carolina del Nord)
El comtat de Hyde (en anglès: Hyde County, North Carolina), fundat el 1705, és un dels 100 comtats de l'estat nord-americà de Carolina del Nord. L'any 2000 tenia 5.826 habitants amb una densitat de població de 4 persones per km². [1] La seu del comtat és Swan Quarter. [2]

## Geografia
Segons l'Oficina del Cens, el comtat té una àrea total de 3,688 km2 (1,423.9 sq mi) dels quals 1,588 km2 (613.1 sq mi) és terra i 3 km2 (1.2 sq mi)és aigua.

### Municipis
El comtat es divideix en un territori no organitzat i cinc municipis: Lake Mattamuskeet, Municipi de Currituck, Municipi de Fairfield, Municipi de Lake Landing, Municipi de Ocracoke i Municipi de Swan Quarter.

### Comtats adjacents
- Comtat de Tyrrell Nord
- Comtat de Dare Nord-est
- Comtat de Carteret Sud-oest
- Comtat de Beaufort Oest
- Comtat de Washington Nord-oest

## Demografia
Al 2000 [1] la renda mitja per capita del comtat era de $ 28,444, i la renda mediana per família de $ 35,558. L'ingrés per capita per al comtat era de $ 13,164. En 2000 els homes tenien un ingrés per capita de $ 25,216 contra $ 20,482 per a les dones. Al voltant del 15.40% de la població estava sota el llindar de pobresa nacional.

## Llocs

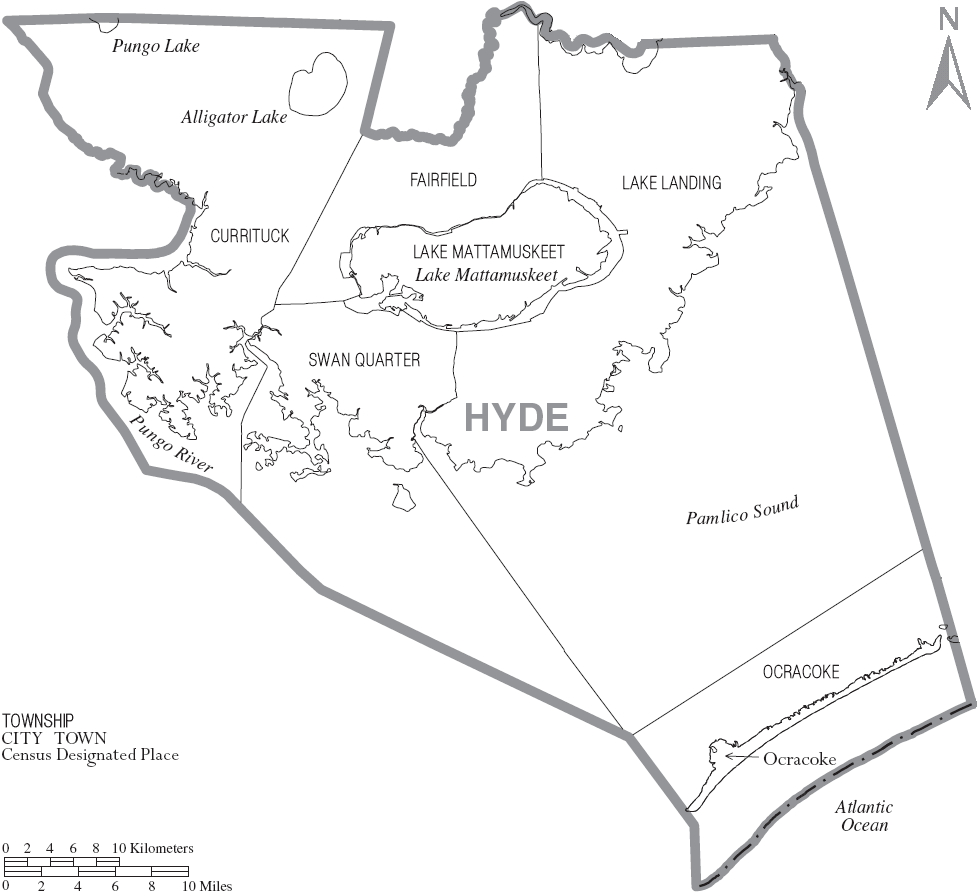
Mapa del Comtat de Hyde amb els seus municipis

### Ciutats i pobles
(totes les no constituïdes en societat)
- Engelhard
- Fairfield
- Ocracoke
- Germantown
- Last Chance
- Nebraska
- Scranton
- Stumpy Point
- Swan Quarter